# Siphocampylus biserratus
Siphocampylus biserratus là loài thực vật có hoa trong họ Hoa chuông. Loài này được (Cav.) A.DC. miêu tả khoa học đầu tiên năm 1839.